# Luna de abril
«Luna de abril» es una canción compuesta en 1995 por el músico argentino Luis Alberto Spinetta, interpretada por la banda Spinetta y los Socios del Desierto en el álbum homónimo de 1997, primero de la banda y 25º en el que tiene participación decisiva Spinetta. 
Spinetta y los Socios del Desierto fue un trío integrado por Marcelo Torres (bajo), Daniel Wirtz (batería) y Luis Alberto Spinetta (guitarra y voz).

## Contexto
El tema pertenece al álbum doble Spinetta y los Socios del Desierto, el primero de los cuatro álbumes de la banda homónima, integrada por Luis Alberto Spinetta (voz y guitarra), Marcelo Torres (bajo) y Daniel Wirtz (batería). El trío había sido formada en 1994 a iniciativa de Spinetta, con el fin de volver a sus raíces roqueras, con una banda de garaje. Los Socios ganaron una amplia popularidad, realizando conciertos multitudinarios en Argentina y Chile.
El álbum doble Spinetta y los Socios del Desierto ha sido considerado como una "cumbre" de la última etapa creativa de Luis Alberto Spinetta. El álbum fue grabado en 1995, pero recién pudo ser editado en 1997, debido a la negativa de las principales compañías discográficas, a aceptar las condiciones artísticas y económicas que exigía Spinetta, lo que lo llevó a una fuerte confrontación pública con las mismas y algunos medios de prensa.
El disco coincide con un momento del mundo caracterizado por el auge de la globalización y las atrocidades de la Guerra de Bosnia -sobre la cual el álbum incluye un tema-. En Argentina coincide con un momento de profundo cambio social, con la aparición de la desocupación de masas -luego de más de medio siglo sin conocer el fenómeno, la criminalidad -casi inexistente hasta ese momento-, la desaparición de la famosa clase media argentina y la aparición de una sociedad fracturada, con un enorme sector precario y marginado, que fue la contracara del pequeño sector beneficiado que se autodenominó como los "ricos y famosos".

## El tema
Es el décimo track del Disco 1 del álbum doble. Se trata de una "balada spinetteana" lenta, con "guitarras frágiles y voces flotantes cantando melodías dramáticas.". Gabriel Lisi destaca "la belleza profunda y poderosa" de la canción "y su correlato instrumental en "Puyen de abril". El tema incluye un solo de guitarra conmovedor, ejecutado por Spinetta. El crítico literario salteño Daniel Casavilla incluyó el tema en una selección de 20 canciones sobre la luna, afirmando que "no es de los temas más reconocidos del Flaco Spinetta, pero sin dudas es una hermosa canción y particularmente es uno de mis discos preferidos".
La letra está relatada en tercera persona y se refiere, como su título lo indica, a la luna de abril, que "todo lo mira", "serena", más allá de "la pantalla de crueles ciudades". En el estribillo Spinetta relaciona a la luna con "un amor (que) te espera al fin", para decirle que lo lleve:

Todo lo mira la luna de abril
ella sigue las olas que se tienen que ir
Y si un amor te espera al fin
a la luna le podrás decir
luna serena sobre las almas
llévame...
"Luna de abril" (fragmento)

El mes de abril se encuentra mencionado en otros dos temas del álbum: "Diana", una canción de amor, y "Puyen de abril", una continuación puramente instrumental y más distorsionada de "Luna de abril".